# بچکی
بچکی (به لهستانی:  Byczki) یک روستا در لهستان است که در گمینا گوجانوو واقع شده‌است. بچکی ۴۳۷ نفر جمعیت دارد.